# NGC 5070
NGC 5070 (NGC 5072) é uma galáxia elíptica (E/S0) localizada na direcção da constelação de Virgo. Possui uma declinação de -12° 32' 23" e uma ascensão recta de 13 horas, 19 minutos e 12,4 segundos.
A galáxia NGC 5070 foi descoberta em 1886 por Lewis Swift.